# Asesino de los torsos de Cleveland

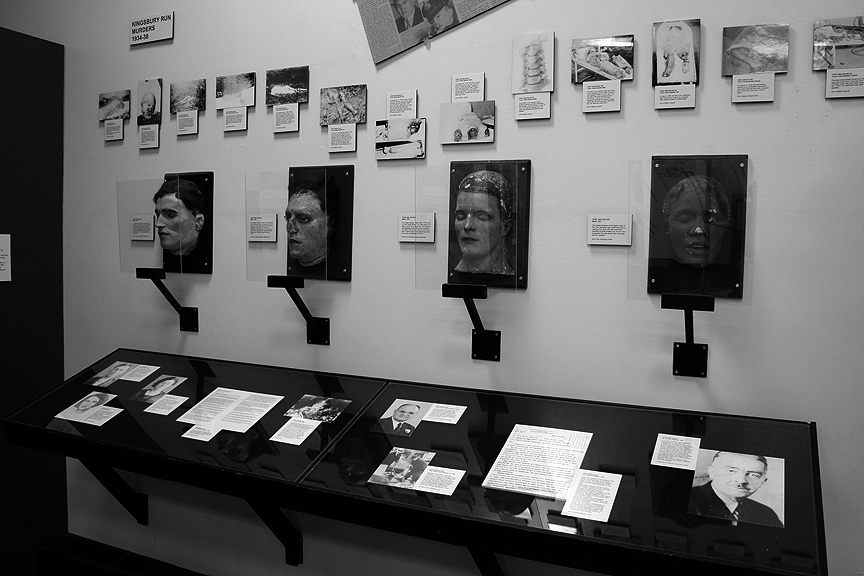
Máscaras mortuorias de las víctimas del «asesino de los torsos», expuestas en el museo de la policía de Cleveland.

El asesino de los torsos de Cleveland (en inglés: Torso Cleveland Murderer), también conocido como el Carnicero loco de Kingsbury Run, fue un asesino en serie estadounidense no identificado que mató y desmembró al menos a trece víctimas, cuyos cadáveres dejó en la zona de Cleveland, Ohio, en los años 1930.

## Asesinatos
Hay trece víctimas oficialmente atribuidas al asesino de los torsos, pero investigaciones recientes muestran que podría haber más. Los asesinatos oficiales fueron cometidos entre 1935 y 1938, pero algunos, incluido Peter Merylo, agente de la policía de Cleveland, creen que pudieran ser más de cuarenta víctimas entre los años 1920 y 1950 en el área que incorpora Cleveland, Pittsburgh y Youngstown (Ohio). La última víctima relacionada es una mujer no identificada apodada la «señora del lago», que fue encontrada el 5 de septiembre de 1934, y que sería la primera víctima del asesino. Se considera una potencial víctima a Robert Robertson, descubierto el 22 de julio de 1950.

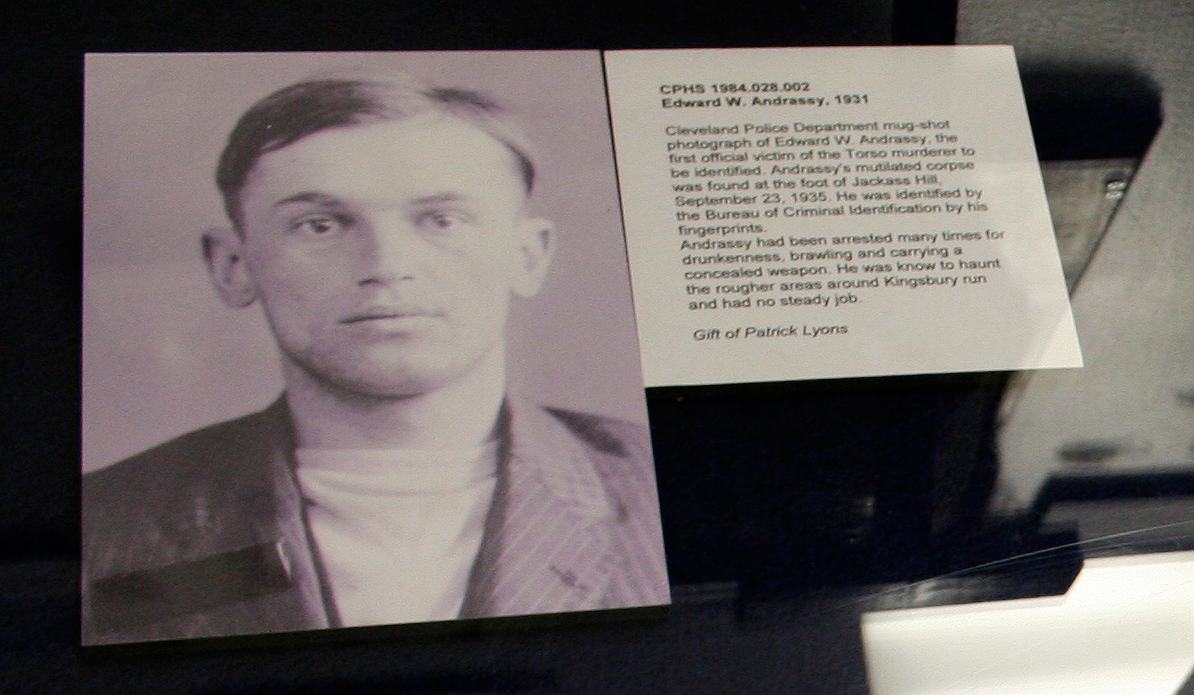
Edward W. Andrassy, la segunda víctima.

Se sospecha que las víctimas eran vagabundos o prostitutas, cuyas identidades nunca se determinaron, aunque hubo tres excepciones. Todas las víctimas, hombres y mujeres, parecían pertenecer a las clases sociales bajas y eran presas fáciles en tiempos de la Gran Depresión. Muchos pudieron ser trabajadores que vivían en barrios pobres.

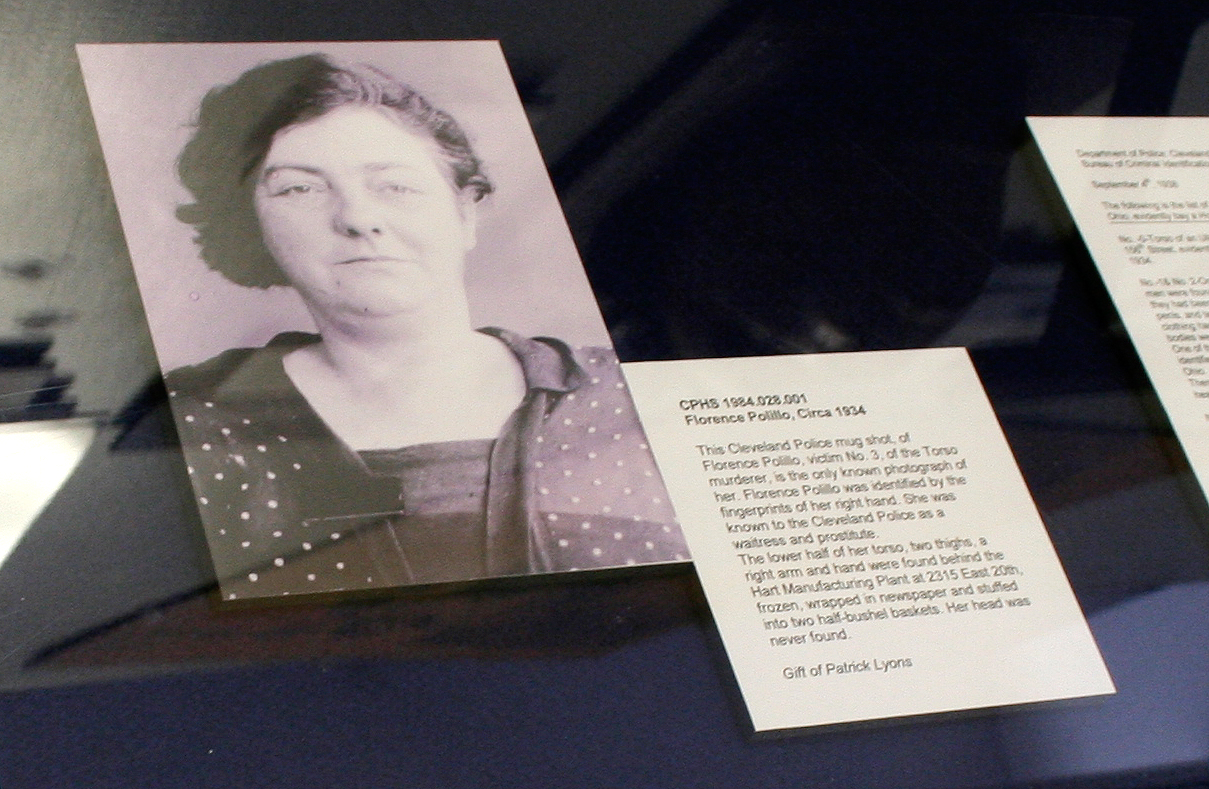
Florence Polillo, la cuarta víctima.

El asesino siempre decapitaba a las víctimas, en algunas ocasiones mutilaba los cuerpos y partía los torsos en dos partes. En la mayoría de los casos la causa de muerte había sido la decapitación misma. Alguno de los hombres asesinados habían sido emasculados, y los cuerpos de algunas víctimas mostraban los signos de algún tratamiento químico.
Durante las investigaciones, Eliot Ness tenía el cargo de director de la seguridad pública de Cleveland, una posición con autoridad sobre el departamento de la policía y los servicios secundarios, incluso el departamento de bomberos. Aunque Ness tenía poco que ver con la investigación, su nombre está fuertemente asociado con el caso.
Durante la Gran Depresión, la localidad de Kingsbury Run, próxima al río en Cleveland, se llenó de cantidad de vagabundos y desempleados que hallaban allí un refugio. Esta población iba en aumento al estar en ruta de paso de los ferrocarriles, en cuyas estaciones descendían en número creciente pasajeros que salían de las grandes ciudades.

## Víctimas
| En orden de descubrimiento | Víctima                                    | Fecha de descubrimiento            | Ubicación                      | Reporte de la autopsia | Tiempo estimado de muerte antes de ser encontrado | Fecha estimada del asesinato            | En orden de asesinato |
| -------------------------- | ------------------------------------------ | ---------------------------------- | ------------------------------ | --- | ------------------------------------------------- | --------------------------------------- | --------------------- |
| 1                          | Mujer Desconocida I, "La señora del lago"  | Septiembre de 1934                 | Orillas del Lago Erie          | Mujer de aproximadamente 30 años. Se encontró su torso completo hasta las rodillas. Se encontraron algunas partes del cuerpo menos su cabeza. El cuerpo había sido tratado con algún químico que dejó su piel roja y dura. |                                                   |                                         | 1                     |
| 2                          | Edward Andrassy                            | 23 de septiembre de 1935           | Kingsbury Run                  | Andrassy se encontró a 9 metros del Hombre Desconocido I. Fue decapitado y emasculado. Se recuperó su cabeza. Estaba desnudo y solo tenía calcetas. Su cuerpo estaba limpio y sin sangre. | Dos o tres días                                   | Septiembre de 1935                      | 3                     |
| 3                          | John Doe I                                 | 23 de septiembre de 1935           | Kingsbury Run                  | Hombre de aproximadamente 40 años. Fue decapitado y emasculado. Su piel había sido tratada con el mismo químico que "La señora del lago". | 3 o 4 semanas                                     | Septiembre de 1935                      | 2                     |
| 4                          | Florence Genevieve Polillo                 | 26 de enero / 7 de febrero de 1936 | Centro de Cleveland            | Cuerpo desmembrado, su cabeza no fue encontrada. | Dos o cuatro días.                                | Enero de 1936                           | 4                     |
| 5                          | Hombre Desconocido II, "El hombre tatuado" | 5 de junio de 1936                 | Kingsbury Run                  | Hombre de aproximadamente 20 años con tatuajes distintivos, uno de los cuales incluía los nombres "Helen and Paul" y otro las iniciales "W.C.G". Sus calzoncillos tenían la marca de la lavandería con las iniciales del propietario "J.D." . Se determinó que el hombre había sido decapitado mientras seguía con vida. Su cuerpo estaba limpio y sin sangre. Se recuperó la cabeza. | Dos días                                          | Junio de 1936                           | 6                     |
| 6                          | Hombre Desconocido III                     | 22 de julio de 1936                | Oeste de Cleveland             | Hombre de aproximadamente 40 años. La víctima había sido desmembrada. El cuerpo se encontró rodeado de sangre y al lado de ropa ensangrentada; lo que sugiere que fue asesinado en ese mismo lugar. | Dos meses                                         | Mayo de 1936                            | 5                     |
| 7                          | Hombre Desconocido IV                      | 10 de septiembre de 1936           | Kingsbury Run                  | Solo se encontró la mitad superior del torso de un hombre de entre 20 y 30 años, la policía pronto encontró la mitad inferior del torso y las piernas en un desagüe cercano. La desarticulación del cuerpo fue limpia, lo que podría indicar que el asesino era fuerte y conocedor de la anatomía humana.                                                                             | Dos días                                          | Septiembre de 1936                      | 8                     |
| 8                          | Mujer Desconocida II                       | 23 de febrero de 1937              | Orillas del Lago Erie          | Se encontró la mitad superior del torso de una mujer. Días después se encontró la parte inferior. | Tres o cuatro días                                | Febrero de 1937                         | 9                     |
| 9                          | Rose Wallace                               | 6 de junio de 1937                 | Bajo el puente Lorain-Carnegie | Se encontraron los restos de una mujer negra de aproximadamente 40 años. Se pudo identificar como Rose Wallace gracias a registros dentales. | Un año                                            | Junio de 1936                           | 7                     |
| 10                         | Hombre desconocido V                       | 6 de julio de 1937                 | Río Cuyahoga                   | Hombre de entre 30 y 40 años. Un guardia notó restos en el río y se recuperaron varias partes del cuerpo. Las vísceras y el corazón habían sido retirados. | Dos a tres días                                   | Julio de 1937                           | 10                    |
| 11                         | Mujer Desconocida III                      | 8 de abril de 1938                 | Río Cuyahoga                   | El 8 de abril se encontró la mitad inferior de la pierna de una mujer. Un mes después, la policía encontró en el río un saco con el resto del cuerpo a excepción de la cabeza. Se detectaron drogas en su sistema. | Tres a cinco días                                 | Abril de 1938                           | 13                    |
| 12                         | Mujer Desconocida IV                       | 16 de agosto de 1938               | Centro de Cleveland            | Se encontraron tres bultos envueltos en ropa, cajas y periódicos: El torso, las extremidades y la cabeza. La policía notó que algunas partes parecían refrigeradas. El cuerpo estaba cerca de la víctima número 13, y sus restos podían verse desde la oficina de Eliot Ness. | Cuatro a seis meses                               | Entre febrero y abril de 1938           | 12                    |
| 13                         | Hombre desconocido VI                      | 16 de agosto de 1938               | Centro de Cleveland            | Cuerpo decapitado de un hombre | Siete a nueve meses                               | Entre noviembre de 1937 y enero de 1938 | 11                    |

Hubo varios sospechosos, aunque ninguno de ellos fue enjuiciado. La infructuosa búsqueda duró diez años. El juez del condado, Samuel Gerber, especuló que el asesino podía ser un médico o que disponía de conocimientos clínicos sobre disección, y que drogaba a sus víctimas antes de asesinarlas.
Eliot Ness fue muy criticado por usar tácticas propias de los “Intocables”. Por ejemplo, ordenó prender fuego a un asentamiento de desempleados en la zona. Ardieron bodegas y casas de madera en Kingsbury Run durante toda una noche, y varias personas fueron arrestadas; esta acción despertó indignación popular. De los más de sesenta detenidos todos tuvieron que ser dejados en libertad por ausencia de pruebas.
Se apresó poco más tarde a un cirujano que padecía desórdenes mentales llamado Frank Sweeney, pero el caso no era sólido y no se le pudo hacer una acusación formal.
En junio de 1939 se arrestó a Frank Dolezal por el asesinato de Florence Polillo, él era albañil y había vivido con ella; al avanzar la investigación se descubrió que Dolezal también conocía a las víctimas Edward Andrassy y Rose Wallace. Dolezal fue encontrado ahorcado en su celda antes de llegar a juicio, su cuerpo estaba a pocos centímetros del suelo y tenía varias costillas rotas. 

### Posibles víctimas
El 1 de julio de 1936, un hombre decapitado fue encontrado dentro de un furgón en Newcastle, Pensilvania. El 3 de mayo de 1940, tres cuerpos decapitados fueron hallados dentro unos furgones junto a McKees Rocks. Todos ellos tenían heridas similares a las infligidas por el carnicero de Kingsbury Run. También se encontraron algunos cuerpos desmembrados en pantanos de Pensilvania entre 1921 y 1934 y entre 1939 y 1942. La relación entre estos asesinatos y los de Cleveland es posible, ya que la ruta de tren Baltimore-Ohio conectaba estos dos lugares y hacía recorridos dos veces al día. 
El 22 de julio de 1950, el cuerpo de Robert Robertson, de 41 años, fue encontrado en el número 2138 de la Avenida Davenport, en Cleveland. El hombre de 41 años de edad había muerto hacía seis u ocho semanas y parecía haber sido decapitado intencionadamente. Como las víctimas del Asesino de los torsos de Cleveland, Robertson tenía un problema con la bebida y vivía alejado de la sociedad. A pesar de la gran atención de la prensa intentando conectar el asesinato con los crímenes de la década de 1930, la policía lo trató como un crimen aislado.